# Saint-Didier-d'Aussiat
Saint-Didier-d'Aussiat es una comuna francesa del departamento de Ain, en la región de Auvernia-Ródano-Alpes.

## Demografía
| 667 | 608 | 582 | 565 | 594 | 666 | 893 |
| Para los censos de 1962 a 1999 la población legal corresponde a la población sin duplicidades (Fuente: INSEE [Consultar]) |     |     |     |     |     |     |